# Distrito Especial Omar Torrijos Herrera
El distrito especial Omar Torrijos Herrera es una de las divisiones que conforma la provincia de Colón, situado en la República de Panamá. Su capital es Coclesito. Fue fundado el 20 de febrero de 2018, mediante la Ley 11, y se creó segregándose territorios del distrito de Donoso. Tiene una superficie de 198,6 km².
Toma su nombre de Omar Torrijos Herrera, líder del régimen militar en Panamá (1968-1981) y quien falleciera en un accidente aéreo en Cerro Marta.

## Historia
La ciudad de Coclesito fue fundada oficialmente por Omar Torrijos el 8 de agosto de 1970. En 1971 trajo varios búfalos de agua de Trinidad y Tobago para establecer una cooperativa agrícola en Coclesito. La cooperativa duró hasta 1990, cuando los búfalos se dividieron entre los hogares que lo habían operado. Hoy en día la minería se ha convertido en la principal industria en la zona, y el turismo nacional también se está desarrollando.
El 20 de febrero de 2018, la Asamblea Nacional decretó el establecimiento del distrito Omar Torrijos Herrera a partir del antiguo corregimiento de San José del General en el distrito de Donoso. El distrito eligió a su primer alcalde, Eulalio Yángáez, en 2019.

## Geografía
Omar Torrijos Herrera se encuentra en la parte occidental de la provincia de Colón en el lado atlántico de la cordillera panameña. Limita con el distrito de Donoso (perteneciente a la misma provincia) al oeste y al norte, y el distrito de La Pintada de la provincia de Coclé al este y al sur. El municipio cubre una superficie de 198,6 km².
El terreno es montañoso con pendientes pronunciadas, y cubierto por la selva tropical. El río Coclé del Norte forma la frontera oriental del distrito con La Pintada. El distrito se encuentra dentro del área protegida de uso múltiple de Donoso. La deforestación y la contaminación causada por la minería son serias preocupaciones ambientales.

## División administrativa
Posee tres corregimientos:
- San José del General
- San Juan de Turbe
- Nueva Esperanza

## Demografía
En el censo poblacional de Panamá de 2010, el antiguo corregimiento de San José del General (contiguo al actual distrito de Omar Torrijos Herrera) registró una población de 2248 habitantes que vivían en 380 hogares. El Instituto Nacional de Estadística y Censo de Panamá proyectó que la población del antiguo corregimiento llegaría a 2789 para el año 2020. Coclesito es la comunidad más grande del distrito y tiene una población de aproximadamente 1200 habitantes.
Cerca de las concesiones mineras se encuentran varias comunidades habitadas por el pueblo indígena ngäbe, que comenzaron a mudarse a la zona a finales de la década de 1980 y principios de 1990.

## Cultura
Omar Torrijos construyó una casa en Coclesito en 1978. Se convirtió en un museo después de su muerte, conservando sus pertenencias y el mobiliario original.
Desde 2014, Coclesito celebra el festival anual de búfalos de agua el 8 de agosto, aniversario de la fundación de la ciudad.

## Economía e infraestructura
En los últimos tiempos, la economía de Omar Torrijos Herrera ha sido dominada por la minería. La efímera mina de oro de Molejón, a unos 10 kilómetros al oeste de Coclesito, fue la primera mina moderna en Panamá. Fue operado de 2010 a 2013 por Petaquilla Minerals. Junto a ella se encuentra la mina Cobre Panamá, que producía cobre Panamá, que fue la mayor inversión del sector privado en la historia de Panamá y comenzó a operar en 2019.
La única conexión vial entre el distrito y el resto de Panamá es la carretera de grava construida en 2006 que va desde las minas pasando por Coclesito al sur hasta La Pintada. Anteriormente había un aeródromo en Coclesito, ahora cerrado, que era el destino del avión que transportaba a Omar Torrijos cuando se estrelló en las cercanías en 1981.